# Polyspilota aeruginosa
Espèce
Synonymes
Mantis aeruginosa Goeze, 1778
Polyspilota aeruginosa est une mante que l'on trouve notamment à Madagascar et à La Réunion, où elle fait partie des insectes appelés chipèque pardon.

## Galerie

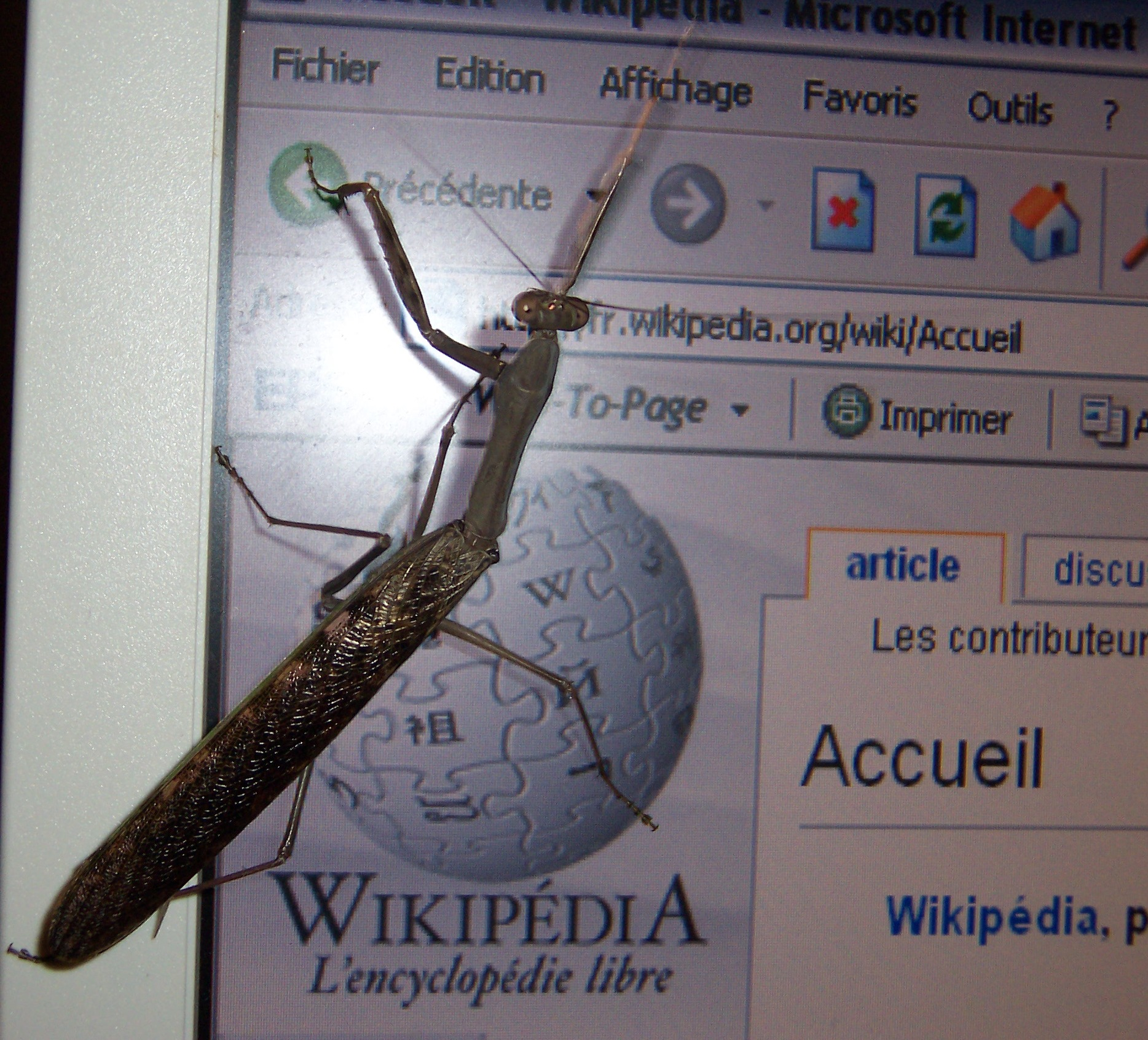
Chipèque se nettoyant les antennes (Île de La Réunion, France)
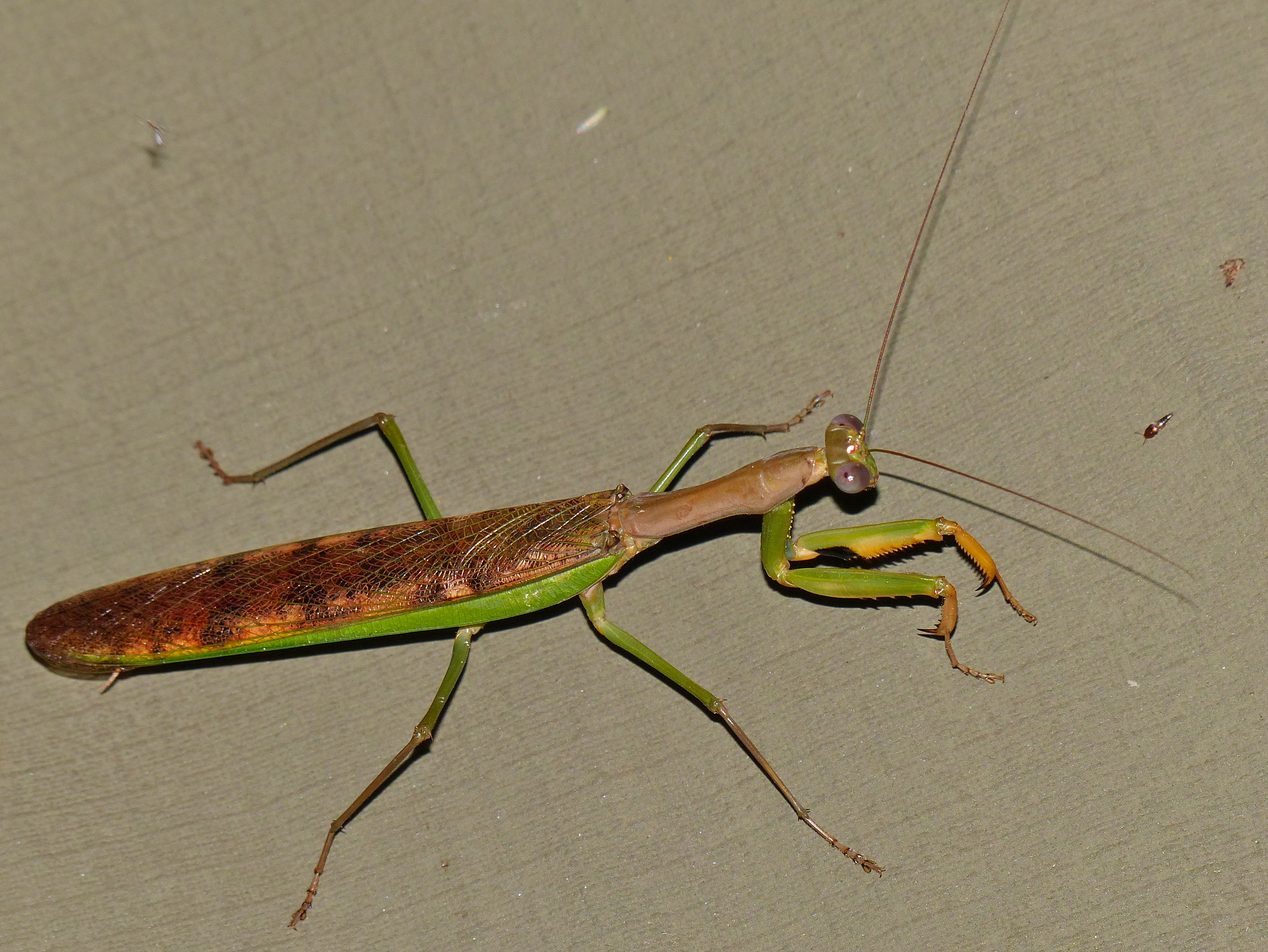
Polyspilota aeruginosa (Parc national Kruger, Afrique du Sud)
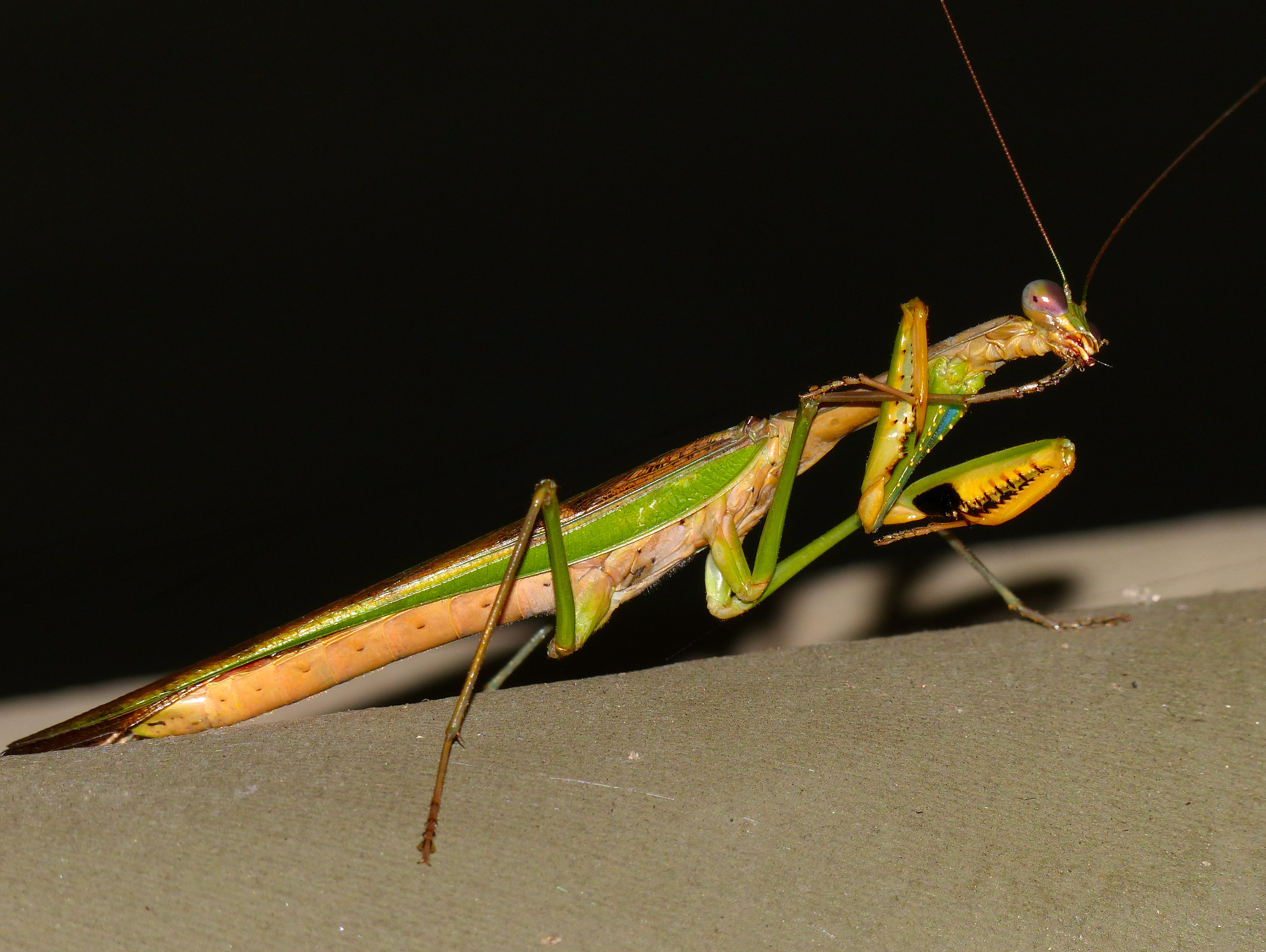
Polyspilota aeruginosa (Parc national Kruger, Afrique du Sud)
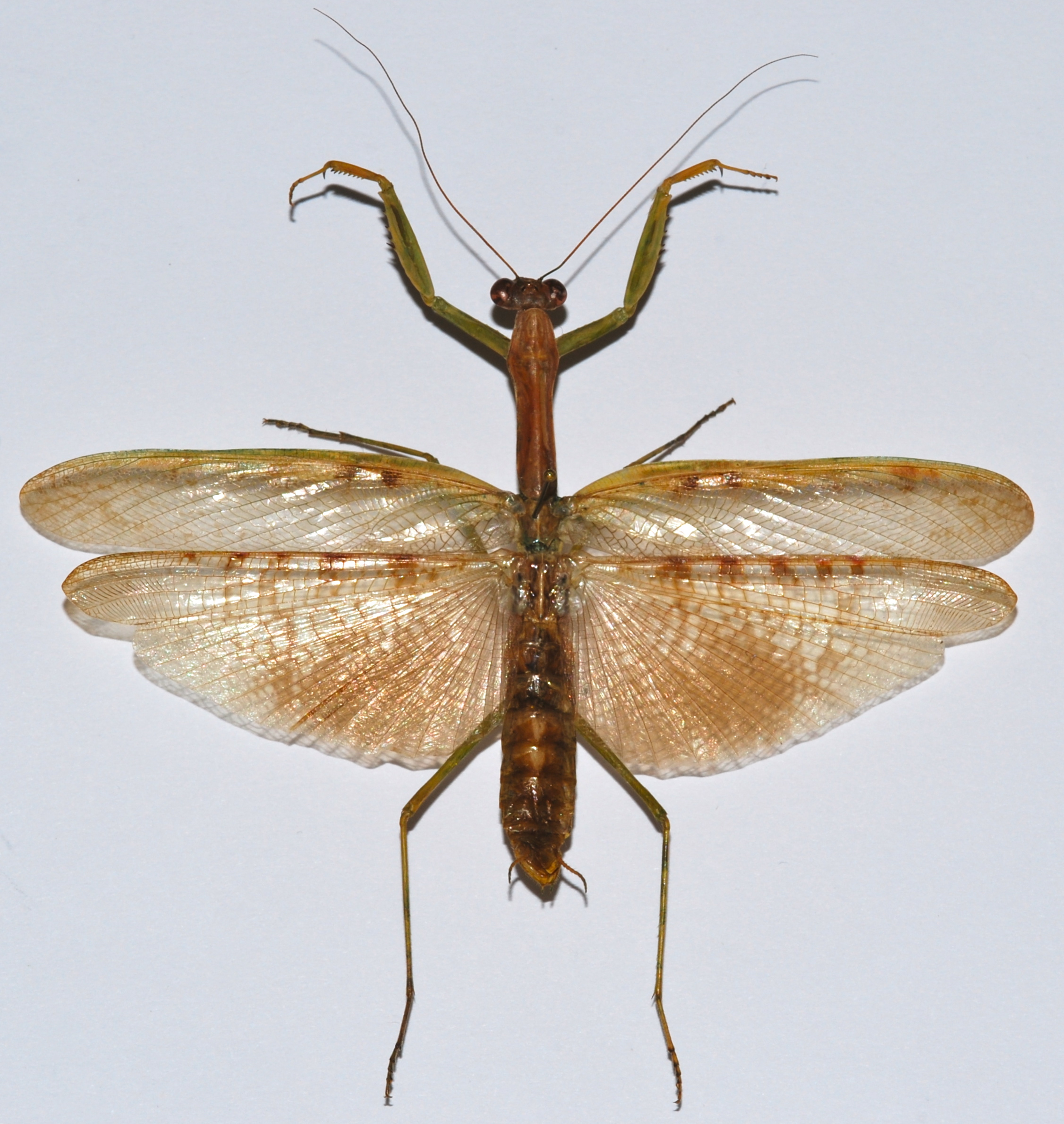
Spécimen naturalisé